# Dalida (album 1987)
Dalida è una raccolta omonima postuma della cantante italo-francese Dalida, pubblicata nel 1987 dalla CGD.
L'album venne creato per il mercato italiano, in vinile e musicassetta. Uscì successivamente anche in CD jewel case nel 1989.
Questo disco, oltre ad una serie di dieci tracce in lingua italiana, contiene quello che, di fatto, è il primo brano inedito pubblicato dopo la morte di Dalida: Non andare via. La canzone, registrata nel 1970, non è altro che la versione in italiano del famoso brano di Jacques Brel Ne me quitte pas. 
Non andare via verrà anche riproposta in una nuova versione remixata negli album parsi per il ventennale della scomparsa dell'artista, nel 2007 (Les 101 plus belles chansons, L'Originale e la riedizione di Italia Mia).

## Tracce
Lato A
1. Vedrai vedrai
2. Darla dirladada
3. Mamy Blue
4. Col tempo
5. 18 anni
6. Per non vivere soli

Lato B
1. Non andare via (INEDITO)
2. Tornerai
3. Mediterraneo
4. Non è più la mia canzone
5. Gigi l'amoroso (versione in italiano)